# Wolverine (videojuego de 2025)
Marvel's Wolverine es un videojuego de próxima aparición desarrollado por Insomniac Games y publicado por Sony Interactive Entertainment. Basado en el personaje de Marvel Comics Wolverine, está inspirado en la mitología de los cómics de larga data, aunque también deriva de varias adaptaciones en otros medios. Marvel's Wolverine es una entrega independiente en la serie Marvel's Spider-Man, que cuenta una historia original e independiente que comparte continuidad con otros títulos de Marvel de Insomniac Games.
Insomniac Games, SIE y Marvel Games iniciaron conversaciones sobre el desarrollo de más juegos centrados en personajes de Marvel más allá de Spider-Man durante el desarrollo de Marvel's Spider-Man (2018) para PlayStation 4, y el desarrollador expresó su interés en adaptar Wolverine, antes de presentar el título a las partes mencionadas anteriormente. El juego se anunció oficialmente en septiembre de 2021, junto con la participación confirmada del director creativo Brian Horton y el director del juego Cameron Christian, quienes previamente colaboraron en Marvel's Spider-Man: Miles Morales (2020). El juego está escrito por la coguionista de Miles Morales, Mary Kenney, y los coguionistas de Marvel's Spider-Man 2 (2023) Walt Williams y Nick Folkman. El juego fue uno de los principales objetivos de un ataque de ransomware dirigido a Insomniac Games en diciembre de 2023, en el que varios recursos de desarrollo que mostraban elementos de la jugabilidad y la historia se volvieron accesibles al público durante un breve período.
Marvel's Wolverine se lanzará en PlayStation 5.

## Trama

### Personajes y ambientación
Marvel's Wolverine cuenta con un reparto coral extraído de la mitología del personaje en los cómics, el mito más amplio de X-Men y varias adaptaciones en otros medios. El juego sigue a James "Logan" Howlett / Wolverine, un mutante de siglos de antigüedad con garras retráctiles, instintos animales agudizados y un pronunciado factor de curación, a quien se le injerta una aleación indestructible de adamantium en el esqueleto tras una intensa experimentación.

## Desarrollo
Durante el desarrollo de Marvel's Spider-Man (2018), el desarrollador Insomniac Games, Marvel Games y el editor Sony Interactive Entertainment discutieron las perspectivas de futuros juegos basados en propiedades de Marvel Comics más allá de Spider-Man, y el equipo de Insomniac sugirió continuamente su deseo de trabajar en un juego con Wolverine. El equipo de desarrollo se sintió atraído por el personaje a través de la brújula moral similar que comparte con Spider-Man, en particular el hecho de que "ambos héroes se sienten profundamente obligados a defender a las personas que son menos capaces de hacerlo". Insomniac finalmente decidió presentar esta idea tanto a Marvel como a Sony como su próxima propiedad con licencia luego de su exitosa colaboración con las dos partes en el desarrollo de Marvel's Spider-Man.
Marvel's Wolverine fue anunciado oficialmente junto con Marvel's Spider-Man 2 (2023) por Insomniac Games, durante el evento PlayStation Showcase en septiembre de 2021. Los desarrolladores confirmaron poco después que el juego independiente comparte continuidad con los juegos de Marvel's Spider-Man. Los directores creativos y de juego del juego son Brian Horton y Cameron Christian, respectivamente repitiendo sus papeles de Marvel's Spider-Man: Miles Morales (2020), con Horton describiendo el juego como "de tamaño completo, tono maduro" en contraste con su trabajo en ese juego. Mary Kenney se desempeñó como escritora del juego con el escritor de Spec Ops: The Line Walt Williams. La preparación para la captura de movimiento había comenzado en abril de 2022, En junio de 2023, Nick Folkman, coguionista de "Ratchet & Clank: Rift Apart" (2021), reveló en Twitter que había estado involucrado simultáneamente como escritor tanto en "Marvel's Spider-Man 2" como en "Marvel's Wolverine", y que estaría completamente concentrado en este último ahora que su trabajo en el primer juego había sido completado. El director creativo de Marvel's Spider-Man 2, Bryan Intihar, reconfirmó la continuidad compartida del juego con los títulos de Spider-Man del estudio en octubre de 2023, diciendo que "todos son 1048". En septiembre de 2024, el director de tecnología principal de Insomniac Games, Mike Fitzgerald, confirmó que Marvel's Wolverine sería compatible con las mejoras realizadas por PlayStation 5 Pro a medida que se implementaban en sus títulos existentes para la consola. Durante el verano, Brian Horton dejó su puesto como director creativo del juego para unirse a The Initiative en Xbox Game Studios, para asumir el papel de director creativo en el próximo reinicio de Perfect Dark. Marcus Smith asumió el papel de Horton, mientras que Mike Daly reemplazó a Christian como director del juego. El dúo colaboró anteriormente en Ratchet & Clank: Rift Apart (2021).

### Hackeo de Rhysida en 2023
En diciembre de 2023, Insomniac Games fue blanco de un ataque de ransomware que comprometió varios documentos de desarrollo e información personal de los empleados. Entre los materiales que aparecieron, se filtraron en línea imágenes tempranas del juego y arte conceptual con otros personajes. Los autores del ataque, Rhysida, amenazaron con publicar todas las imágenes y recursos obtenidos durante el ataque siete días después del incidente, y además convocaron una subasta por los datos con un precio inicial de 50 Bitcoin, equivalente a 2 millones de dólares estadounidenses. Sony Interactive Entertainment emitió un comunicado a Video Games Chronicle en el que manifestaba su intención de investigar los informes relacionados con el ataque, pero no anticiparon que el incidente afectara a otras divisiones de SIE o Sony Corporation en su conjunto. Al concluir el plazo, la información de la empresa, incluidos los datos de los empleados, los modelos y las listas de preproducción de varios juegos en desarrollo, se publicaron en línea a instancias de Rhysida. Estos materiales incluían varios recursos de producción relacionados con "Marvel's Wolverine", como cortes verticales del juego, pruebas de animación y modelos, arte conceptual, detalles de la trama y los personajes finalizados, así como información confidencial sobre el personal interno y los trabajadores contratados que participaron en el desarrollo del juego, incluida la revelación no intencionada del reparto de voces del juego.
En las horas posteriores a la filtración, las primeras versiones jugables del juego circularon en línea y fueron puestas a disposición por los mineros de datos. Sony Interactive Entertainment respondió emitiendo avisos de Ley DMCA de eliminación a través de los proveedores de servicios de Internet, dirigidos a cualquier persona que intentara descargar y jugar utilizando los archivos. Insomniac Games emitió un comunicado en el que abordaba el ataque tres días después, afirmando que los acontecimientos que ocurrieron tuvieron un costo emocional "extremadamente angustiante" para los equipos de desarrollo involucrados en sus próximos proyectos, pero que la filtración de datos no afectaría sus planes de desarrollo, incluida la producción de "Marvel's Wolverine". También agradecieron a la comunidad por "la efusión de compasión y el apoyo inquebrantable" expresado hacia el juego y el desarrollador, y afirmaron que compartirían más detalles cuando fuera el momento adecuado.
Los hechos del hackeo y sus consecuencias injustificadas para el desarrollador fueron recibidos con gran simpatía en toda la industria de los videojuegos. El desarrollador y editor Remedy Entertainment calificó la publicación no solicitada de información sobre empleados y personal como "verdaderamente deshonroso e infamante". El escritor de Remedy Entertainment, Eric Stirpē, publicó una declaración por separado, exclamando que simplemente usar el término "filtración" no describía completamente el alcance de la situación de Insomniac Games, y continuó denunciando a los medios de noticias de entretenimiento y a los influencers de las redes sociales por intentar exhibir e informar sobre material obtenido ilegalmente, como los activos pertenecientes a "Marvel's Wolverine". Rami Ismail, ex cofundador del ahora desaparecido estudio independiente Vlambeer, expresó su apoyo a los desarrolladores de Insomniac Games, al tiempo que observó: "Esto es más que una locura: que los piratas informáticos filtren datos de juegos ya es una locura, pero filtrar datos de empleados es absolutamente inexcusable". Otros desarrolladores de los equipos propios de PlayStation Studios de Sony también expresaron su apoyo, como el director creativo de Santa Monica Studio, Cory Barlog, y el copresidente y director creativo de Naughty Dog, Neil Druckmann.

## Lanzamiento
Marvel's Wolverine se lanzará en PlayStation 5.

## Futuro

### Seguimiento
El ataque de ransomware a Insomniac Games en diciembre de 2023 reveló videojuegos adicionales de Marvel en varias etapas de desarrollo en el estudio, incluido que Marvel's Wolverine está destinado a actuar como el primer juego de una trilogía planificada centrada en los X-Men de manera similar a los juegos de Marvel's Spider-Man. Además, el hack confirmó la existencia de un nuevo acuerdo de licencia entre Insomniac Games, el editor Sony Interactive Entertainment y Marvel, para producir videojuegos de X-Men de forma colaborativa hasta al menos 2035, con la estipulación de que, si bien los personajes y elementos de X-Men aún podían aparecer en otros títulos de Marvel, Marvel no podría anunciar ningún juego de X-Men con licencia de otros editores para consola, PC y transmisión en la nube mientras el acuerdo estuviera vigente, ni tampoco podrían permitir que otros editores propios como Xbox y Nintendo usaran personajes o elementos afiliados a X-Men en una ventaja competitiva para los juegos multiplataforma de Marvel.

### Posibles conexiones conSpider-Man
Mientras promocionaba Marvel's Spider-Man 2 en octubre de 2023, el director creativo Bryan Intihar fue cuestionado en un podcast de IGN sobre la posibilidad de conectar más de cerca los juegos de Marvel's Spider-Man con Marvel's Wolverine, particularmente en referencia a los respectivos personajes que se cruzarían en futuros títulos como lo hicieron en los cómics, y haciendo notar la inclusión de un traje desbloqueable con temática de Wolverine para Miles Morales / Spider-Man en el juego anterior. Intihar declaró que prefería que el equipo de Wolverine siguiera comprometido con hacer que el juego se mantuviera por sí solo, pero no descartó la posibilidad de emparejar a los personajes en el futuro como lo habían discutido anteriormente en el desarrollo.